# Loita Plains
Loita Plains är en slätt i Kenya.   Den ligger i länet Narok, i den sydvästra delen av landet, 140 km väster om huvudstaden Nairobi.